# Księstwo śląskie
Księstwo śląskie (łac. Ducatus Silesiae, niem. Herzogtum Schlesien, cz. Slezské knížectví) – średniowieczne polskie księstwo dzielnicowe położone na Śląsku ze stolicą we Wrocławiu. Zostało wyodrębnione z państwa Piastów w 1138 roku na skutek rozbicia dzielnicowego. Od 1172 roku następowała fragmentacja księstwa na mniejsze księstwa śląskie. Generalnie w 1248 roku, po wyodrębnieniu księstwa wrocławskiego, księstwo śląskie jako jedne terytorium przestało istnieć, a księstwo wrocławskie stało się następcą i najważniejszym księstwem śląskim. W 1327 roku większość księstw rządzonych przez Piastów śląskich weszły w skład Królestwa Czech, później do Korony Czeskiej. Ostatecznie cały obszar pierwotnego księstwa śląskiego znalazł się w Królestwie Czech na mocy Układu w Trenczynie w 1335 roku. Ponieważ Czechy wchodziły w skład Świętego Cesarstwa Rzymskiego, Śląsk także znalazł się w granicach Rzeszy.

## Historia
Ziemia Władysława II Wygnańca (księstwo śląskie)

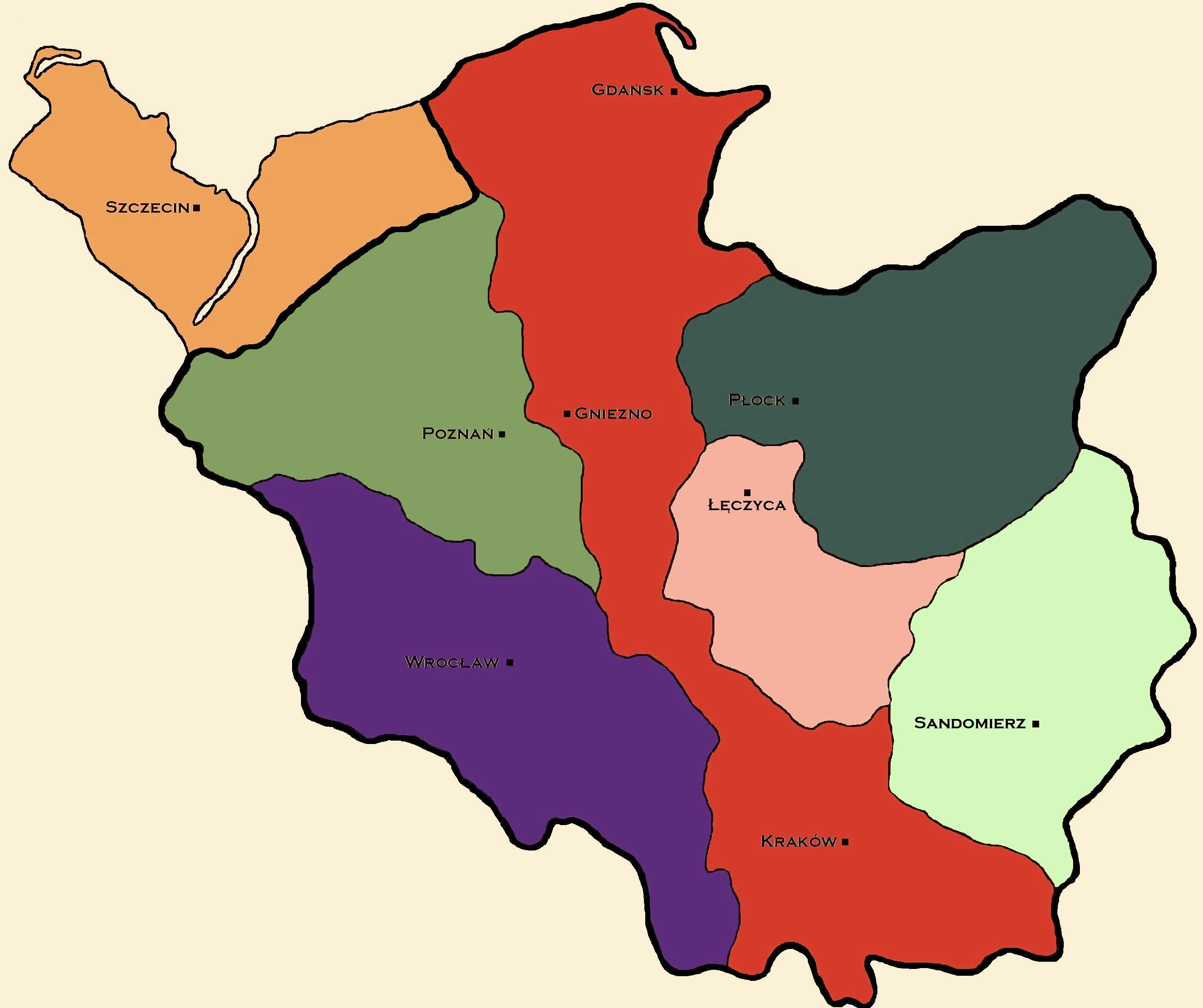
Podział księstwa polskiego na dzielnice w 1138 r. według ustawy sukcesyjnej Bolesława Krzywoustego:
Ziemia Władysława II Wygnańca (księstwo śląskie)

Powstało w 1138 roku po śmierci Bolesława III Krzywoustego (zgodnie z jego tzw. statutem) jako dzielnica przeznaczona dla jego najstarszego syna Władysława II Wygnańca i obejmowało prócz Śląska także ziemię lubuską i ziemię opolską. W XII wieku pojęcie Śląska ograniczało się tylko do jego obecnej zachodniej części z Wrocławiem i nie obejmowało początkowo władztwa książąt opolskich. Kolejni Piastowie podzielili Śląsk na liczne mniejsze księstwa, które w ciągu XIV wieku stały się lennem Królestwa Czeskiego, a królowie czescy przyjęli z czasem tytuł księcia Śląska. Od XV w. ze Śląskiem zaczęto utożsamiać również terytoria książąt górnośląskich. 
Po śmierci królów Czech i Polski, Wacława II w 1305 r. i Wacława III w 1306 r., księstwa śląskie stały się przedmiotem sporów między królem Czech i tytularnym królem Polski Janem Luksemburskim a królem Polski Władysławem I Łokietkiem w latach 20. XIV wieku. W 1322 roku Łokietek wykorzystał zamęt na Śląsku i na pewien czas opanował Wrocław. Przejściowo wykonywał nawet władzę zwierzchnią nad Śląskiem. Strata tego miasta przypada prawdopodobnie na lata 1324–1325. W trakcie wojny Łokietka z Brandenburgią, Jan Luksemburski po uchwaleniu podatków na wojnę przez szlachtę czeską wyruszył ze swoją armią w kierunku Polski. Jeszcze przed przekroczeniem Bramy Morawskiej do Opawy zjechali polscy książęta Bolesław niemodliński, Leszek raciborski, Kazimierz cieszyński, Władysław kozielsko-bytomski i złożyli hołd Janowi Luksemburskiemu. Następnie w Bytomiu hołd złożył mu Jan oświęcimski, a we Wrocławiu Bolesław opolski i Henryk VI wrocławski. W 1329 roku hołd złożyli mu Jan ścinawski, Bolesław brzesko-legnicki, Konrad oleśnicki i Henryk żagański.
Po śmierci ostatnich przedstawicieli kolejnych linii Piastów Śląskich ich księstwa były systematycznie włączane do domeny królewskiej (Wrocław 1335, Racibórz 1337, Świdnica 1368/1392, Opole 1532, Cieszyn 1675, Brzeg i Legnica 1675). Do 1806 roku Śląsk był także częścią Świętego Cesarstwa Rzymskiego. W 1742 roku został podzielony na część pruską (jego władcy do 1918 roku tytułowali się suwerenami i najwyższymi książętami Śląska) i austriacką (Śląsk Austriacki, którego władcy mimo utraty praktycznie całego regionu do 1918 roku tytułowali się książętami Górnego i Dolnego Śląska).

## Geografia
Po utworzeniu, ziemie śląskie zajmowały górne i środkowe dorzecze Odry. Na południu Sudety, razem z Bramą Morawską stanowiły granicę z ziemiami czeskimi – ziemią kłodzką i Morawami. Po ponad stuletniej walce, granica została określona w roku 1137 zgodnie z porozumieniem zawartym z czeskim księciem Sobiesławem I. Na zachodzie Dolny Śląsk graniczył z niemiecką Marchią Łużycką (później z Łużycami Dolnymi) i byłą ziemią Milczan znajdującą się w pobliżach Budziszyna (później z Łużycami Górnymi) z granicą przebiegającą wzdłuż rzek Bóbr i Kwisa. Śląsk graniczył z Wielkopolską na północy i dzielnicą senioralną Małopolski na wschodzie, oddzielony był od nich rzekami Przemsza i Biała.
Granice zmieniały się nieznacznie w kolejnych dekadach. Gdy księstwo zostało przywrócone przez synów Władysława Wygnańca w 1163, obejmowało także ziemię lubuską na północny wschód od Krosna Odrzańskiego, który wcześniej był zachodnim przyczółkiem Wielkopolski, ale został zabrany przez margrabiów Brandenburgii w 1248. W 1177 książę krakowski Kazimierz Sprawiedliwy przyłączył byłe małopolskie kasztelanie Bytomia, Oświęcimia, Zatora, Siewierza i Pszczyny do Górnego Śląska na rzecz księcia Mieszka Plątonogiego. W 1443 księstwo siewierskie zakupili biskupi krakowscy, którzy w ten sposób stali się jego suwerennymi władcami (do 1790). W 1457 król polski zakupił księstwo oświęcimskie, a w 1494 księstwo zatorskie. Formalna inkorporacja Oświęcimia i Zatora Korony nastąpiła w 1564.

## Mapy polityczne Śląska

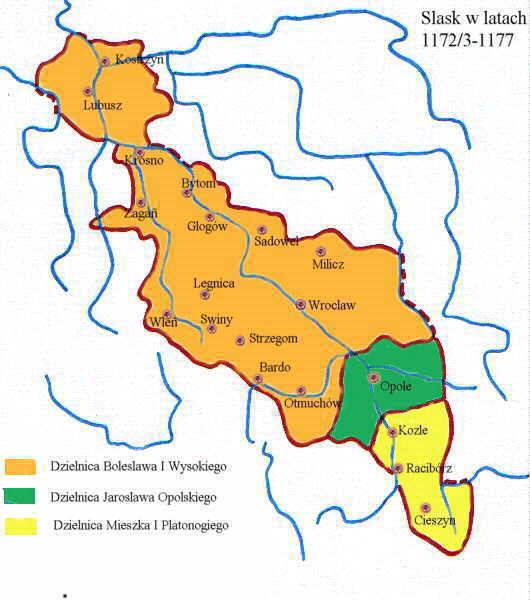
1172/3–1177      Bolesław I Wysoki      Jarosław opolski      Mieszko I Plątonogi
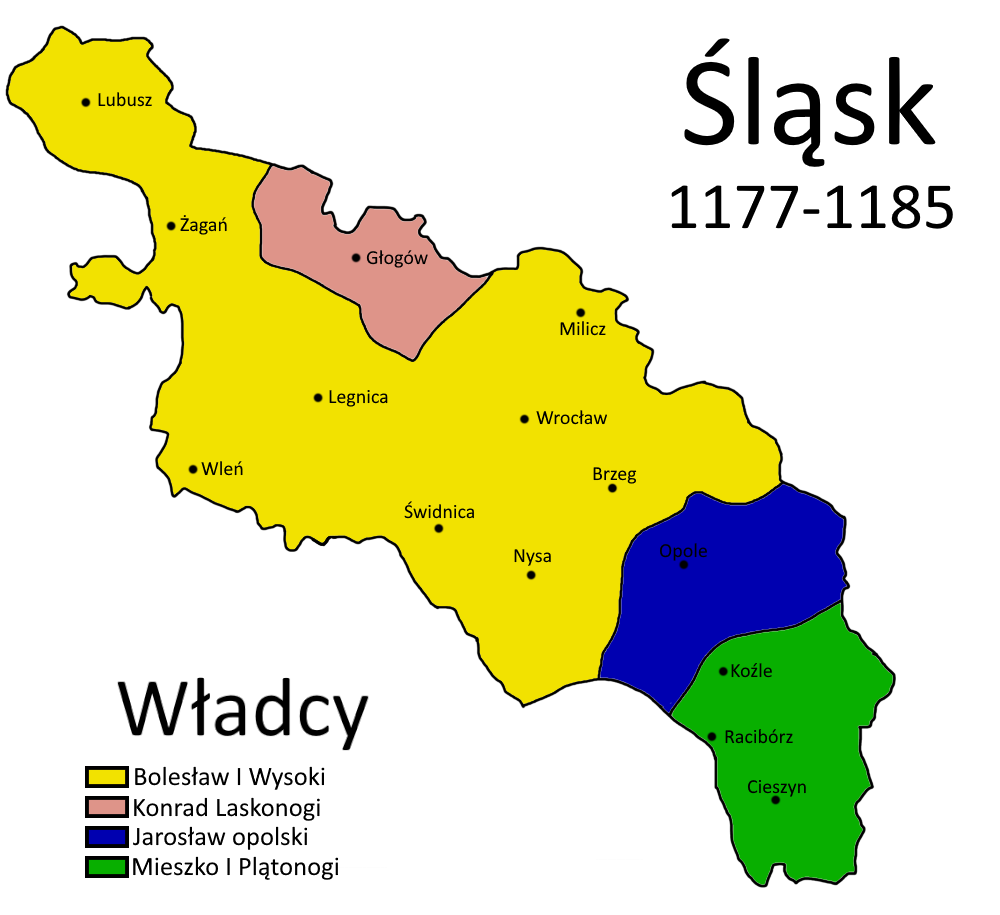
1177–1185      Bolesław I Wysoki      Jarosław opolski      Mieszko I Plątonogi      Konrad Laskonogi
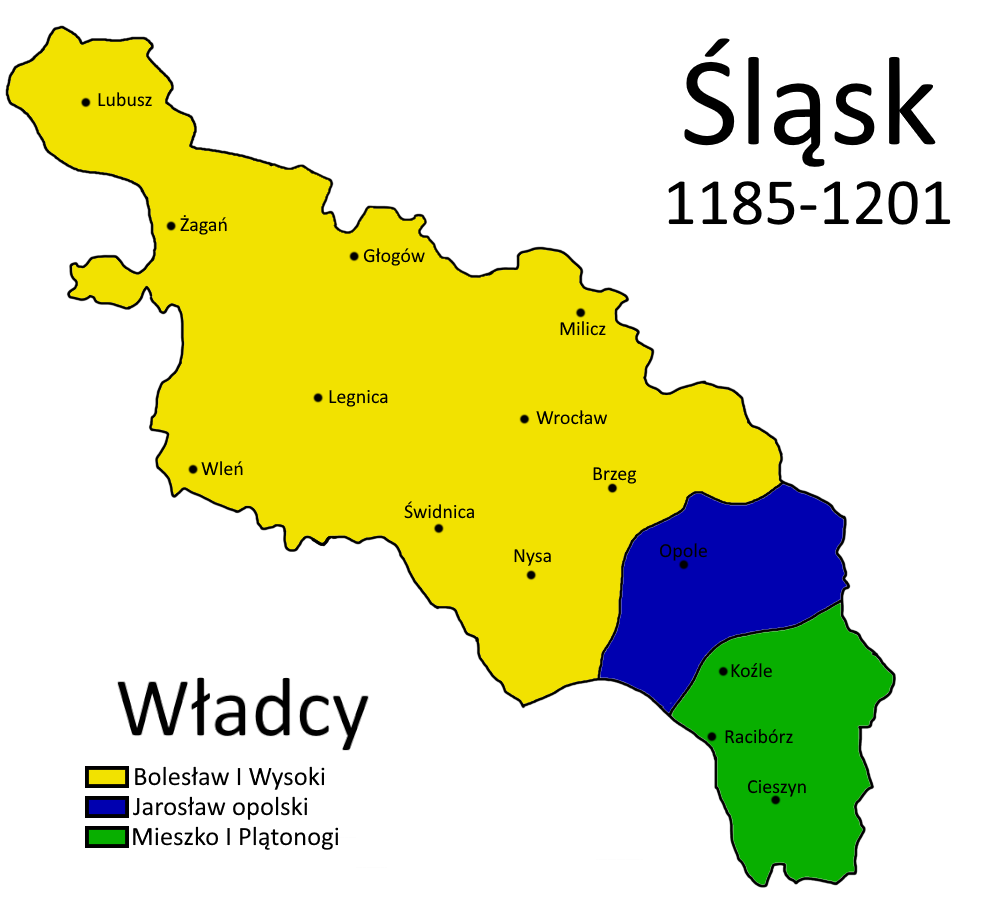
1185–1201      Bolesław I Wysoki      Jarosław opolski      Mieszko I Plątonogi
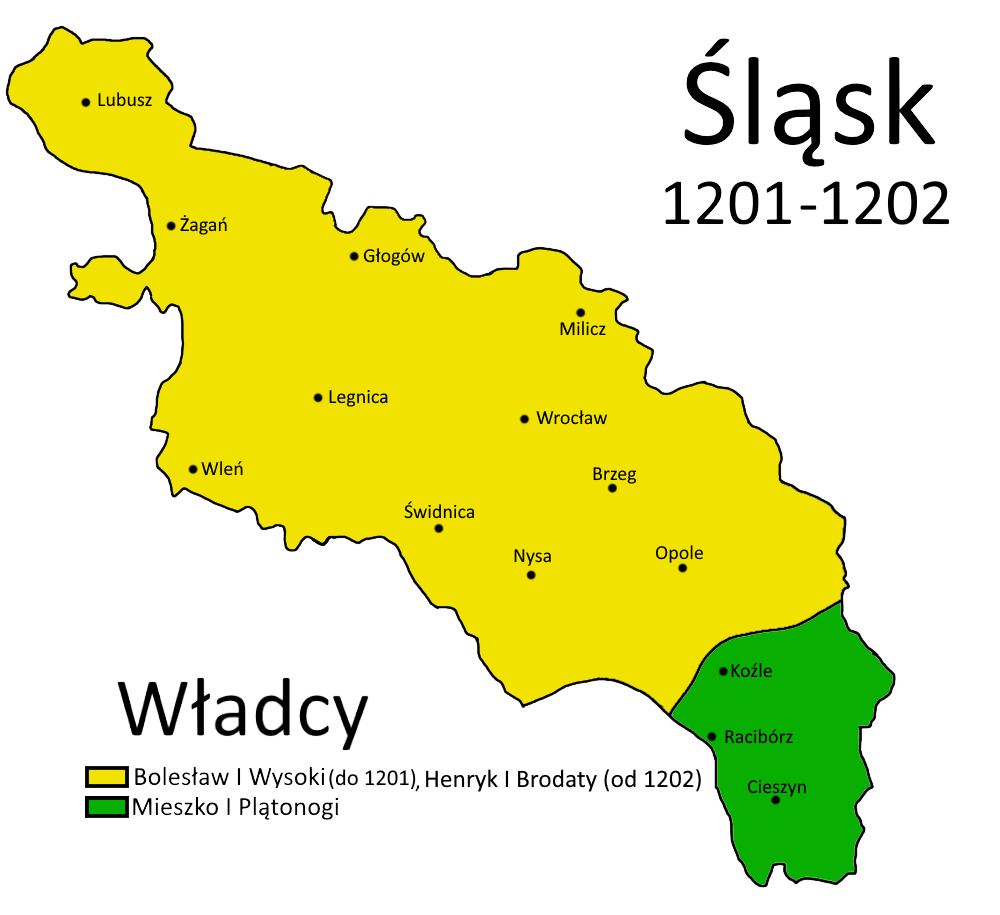
1201–1202      Bolesław I Wysoki, od 1201: Henryk I Brodaty      Mieszko I Plątonogi
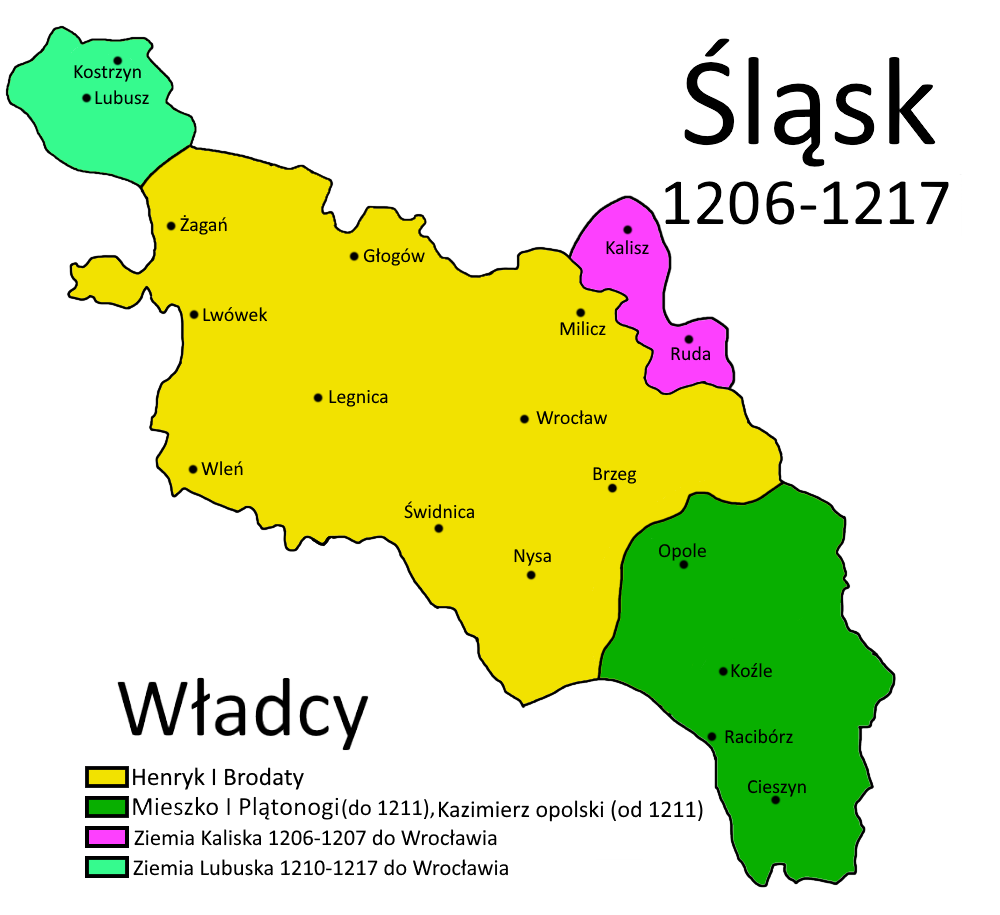
1206–1217      Henryk I Brodaty      Władysław Odonic      ziemia lubuska, 1210      Mieszko I Plątonogi, od 1211 Kazimierz I opolski
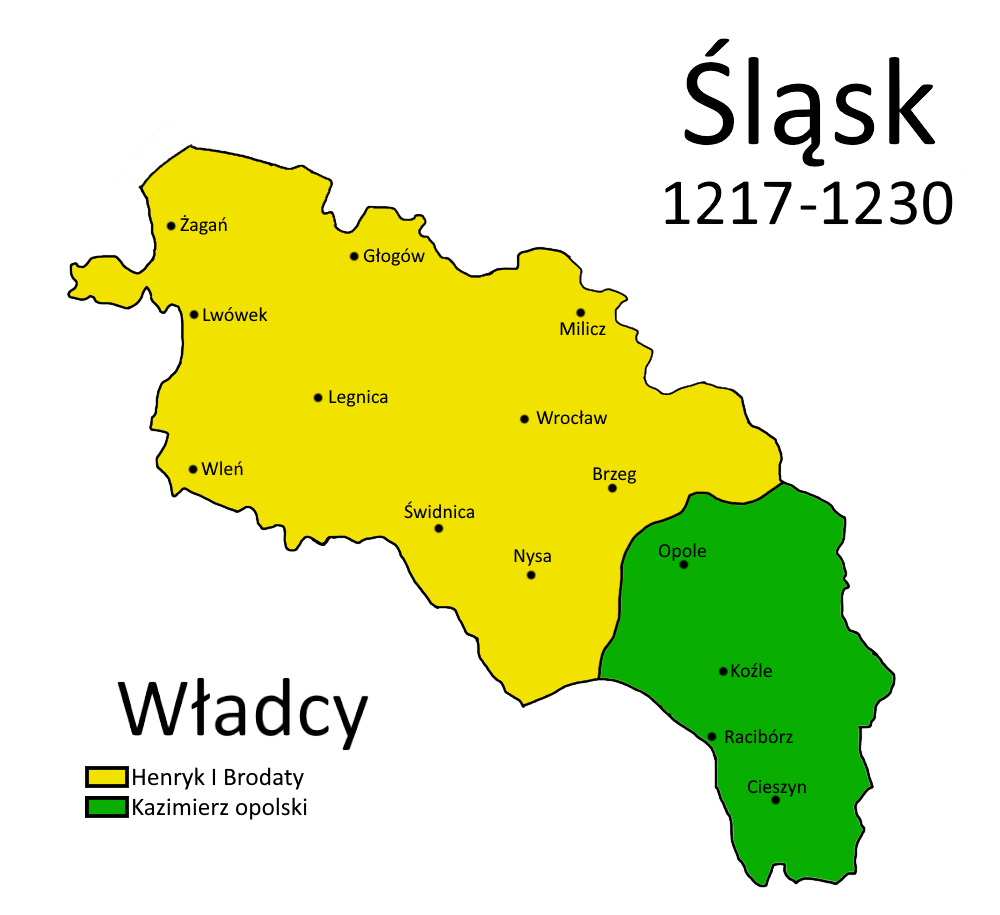
1217–1230      Henryk I Brodaty      Kazimierz I opolski
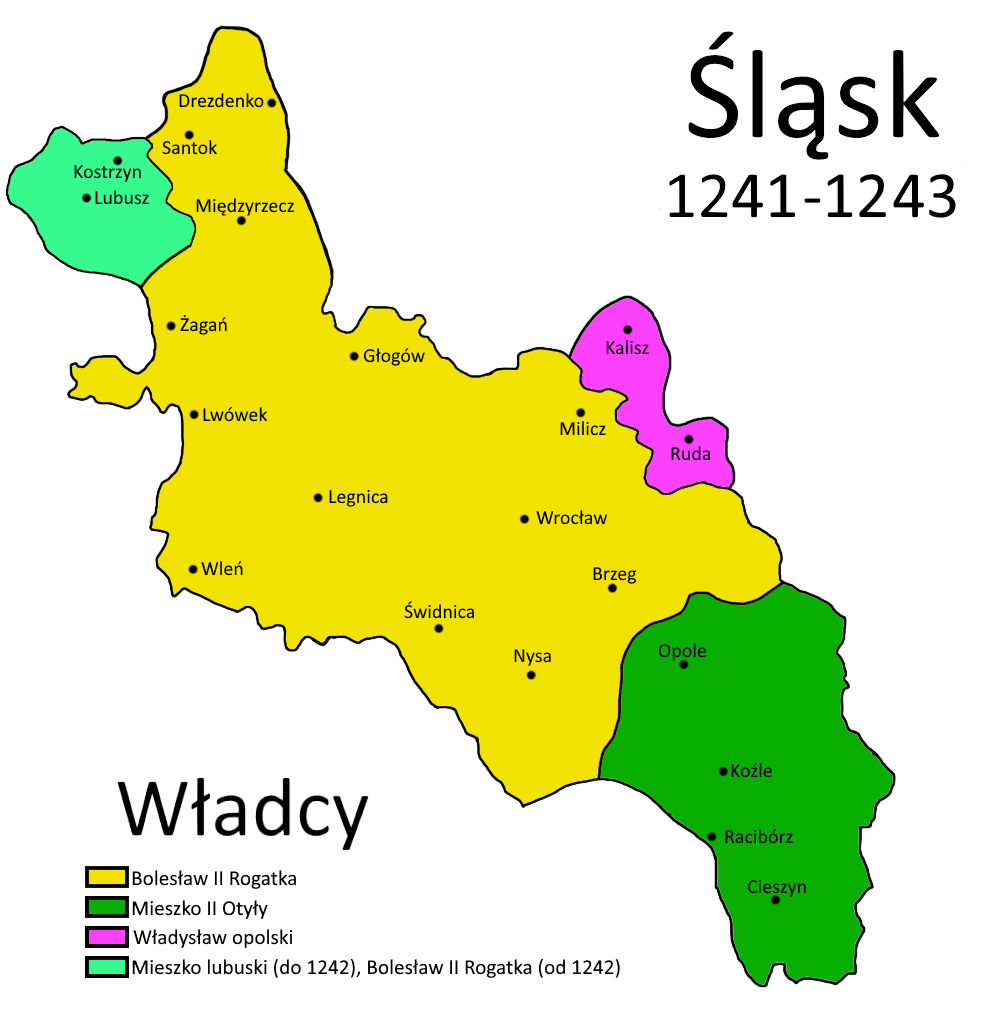
1241–1243      Bolesław II Rogatka      Mieszko lubuski 1241–1242      Władysław opolski      Mieszko II Otyły
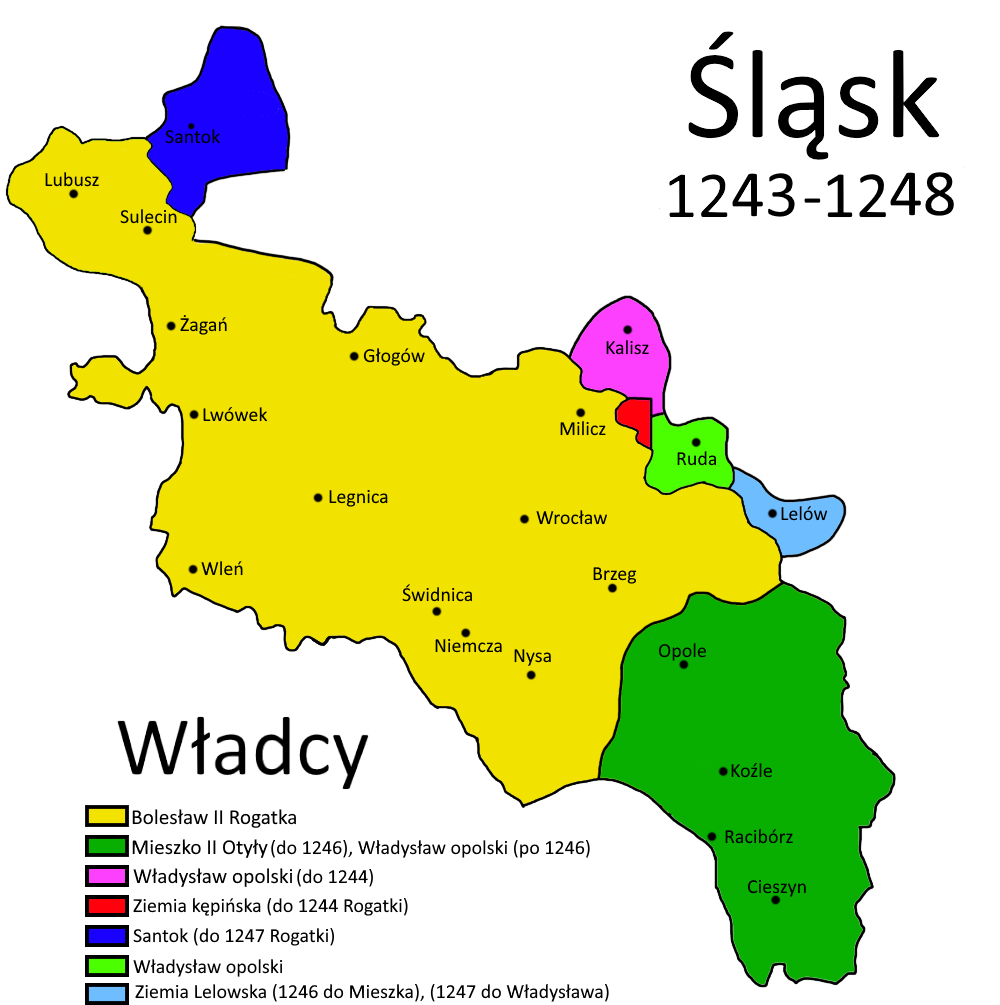
1243–1248      Bolesław II Rogatka      Santok do 1247      Władysław opolski      Mieszko II Otyły, od 1246 Władysław opolski      Przemysł I, 1244      Kępno do 1244      Lelów do 1247
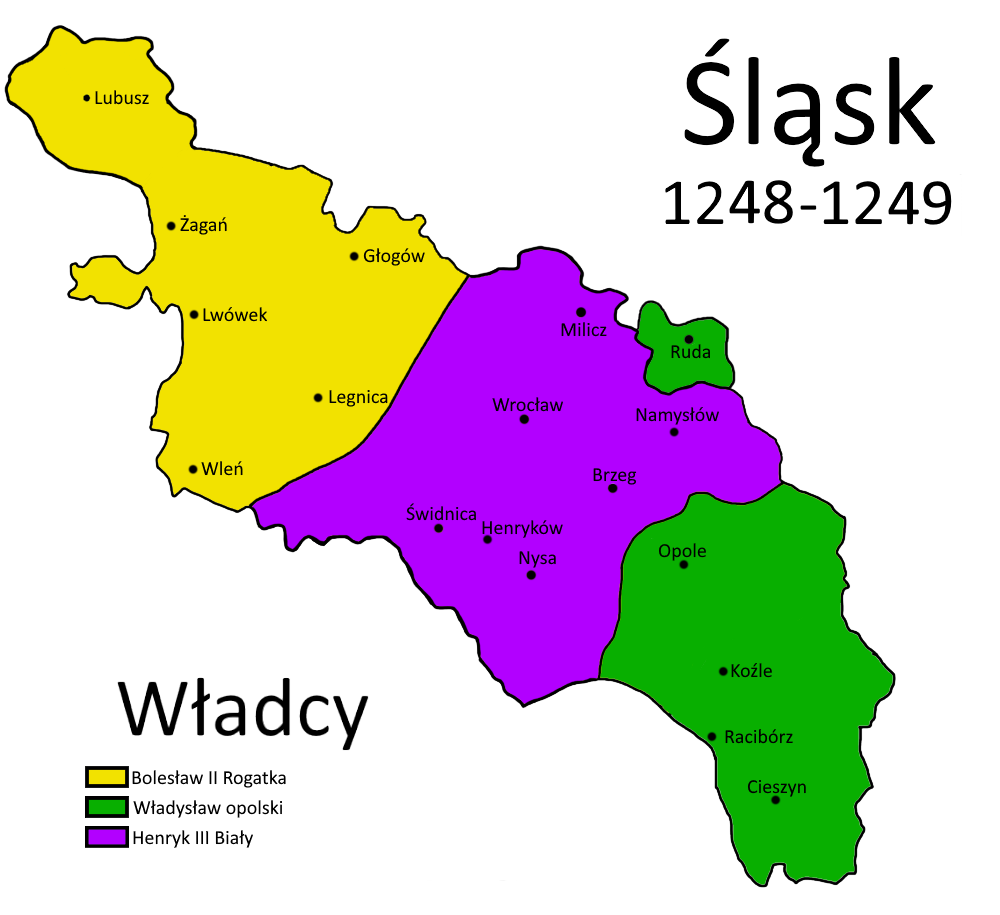
1248–1249      Henryk III Biały      Władysław opolski      Bolesław II Rogatka
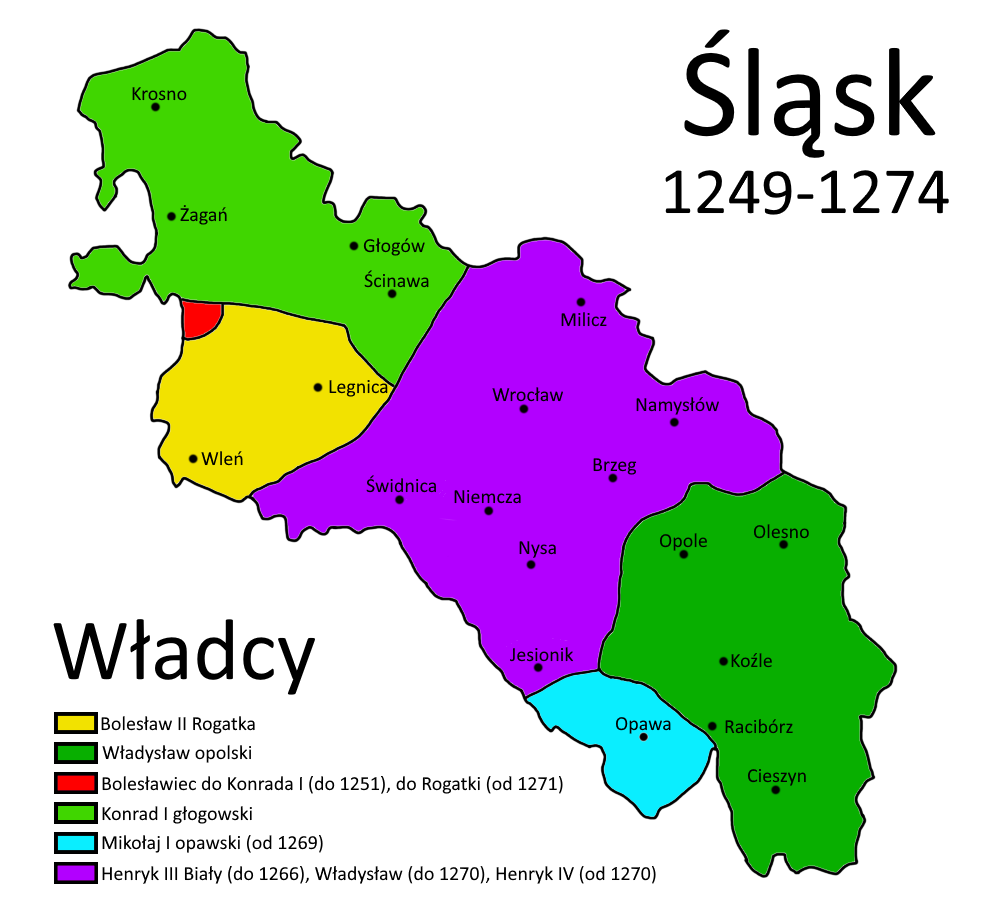
1249–1274      Henryk III Biały do 1266 bp Władysław 1266–1270 Henryk IV Prawy od 1270      Władysław opolski      Bolesław II Rogatka      Konrad I głogowski      Mikołaj I Opawski      Bolesławiec Bolesława Rogatki, 1251–1271 do Konrada głogowskiego
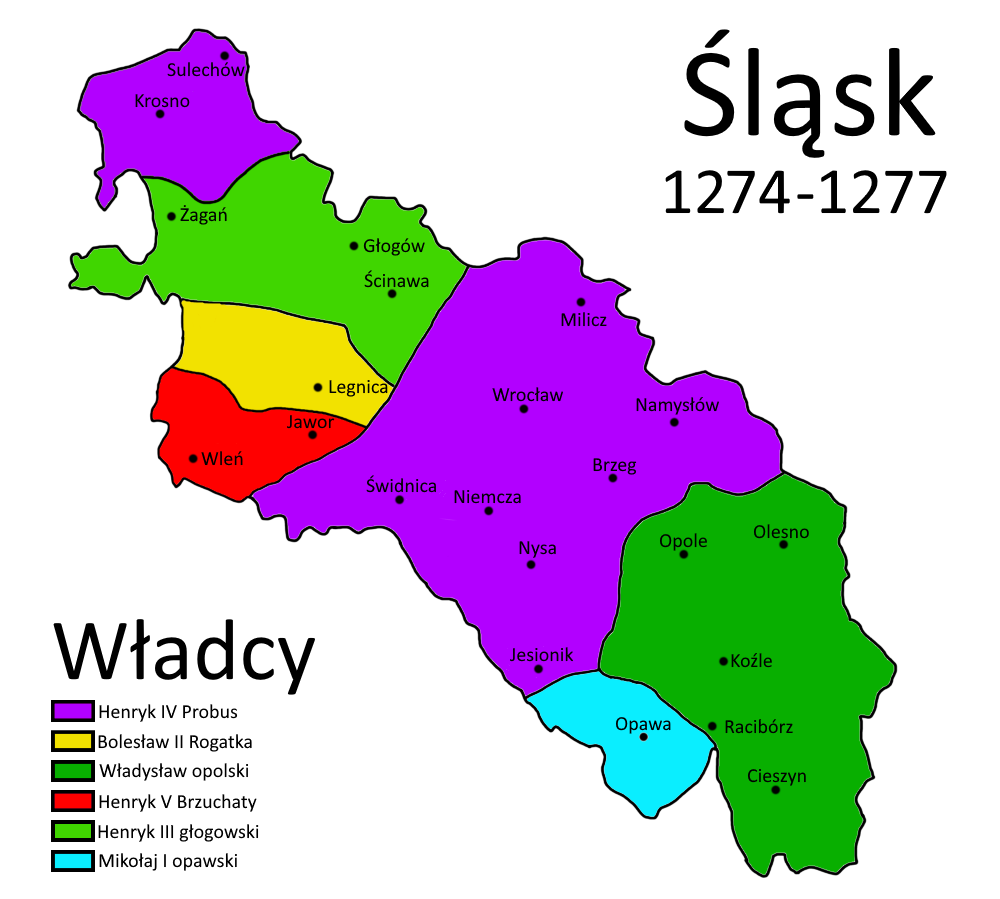
1274–1277      Henryk IV Prawy      Władysław opolski      Bolesław II Rogatka      Henryk III głogowski      Mikołaj I opawski      Henryk V Brzuchaty
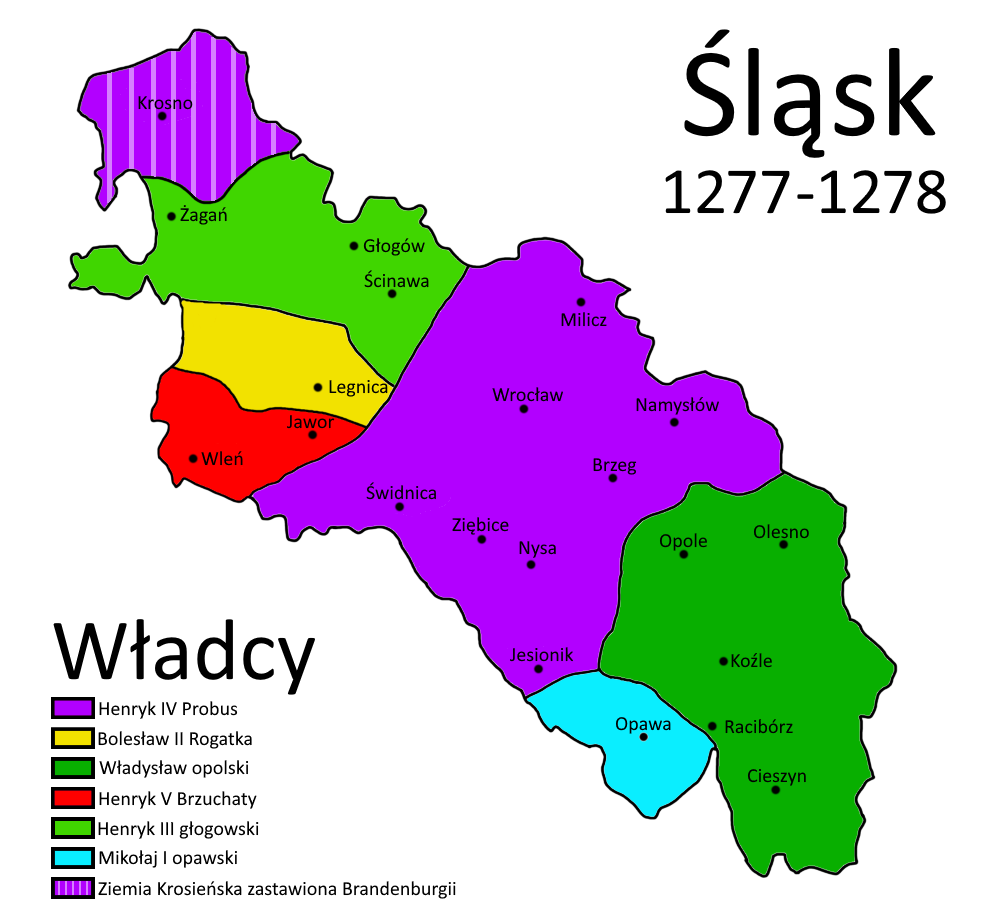
1277–1278      Henryk IV Prawy      Władysław opolski      Bolesław II Rogatka      Henryk III głogowski      Mikołaj I opawski      Henryk V Brzuchaty      zakreskowane obszary zastawiono Brandenburgii
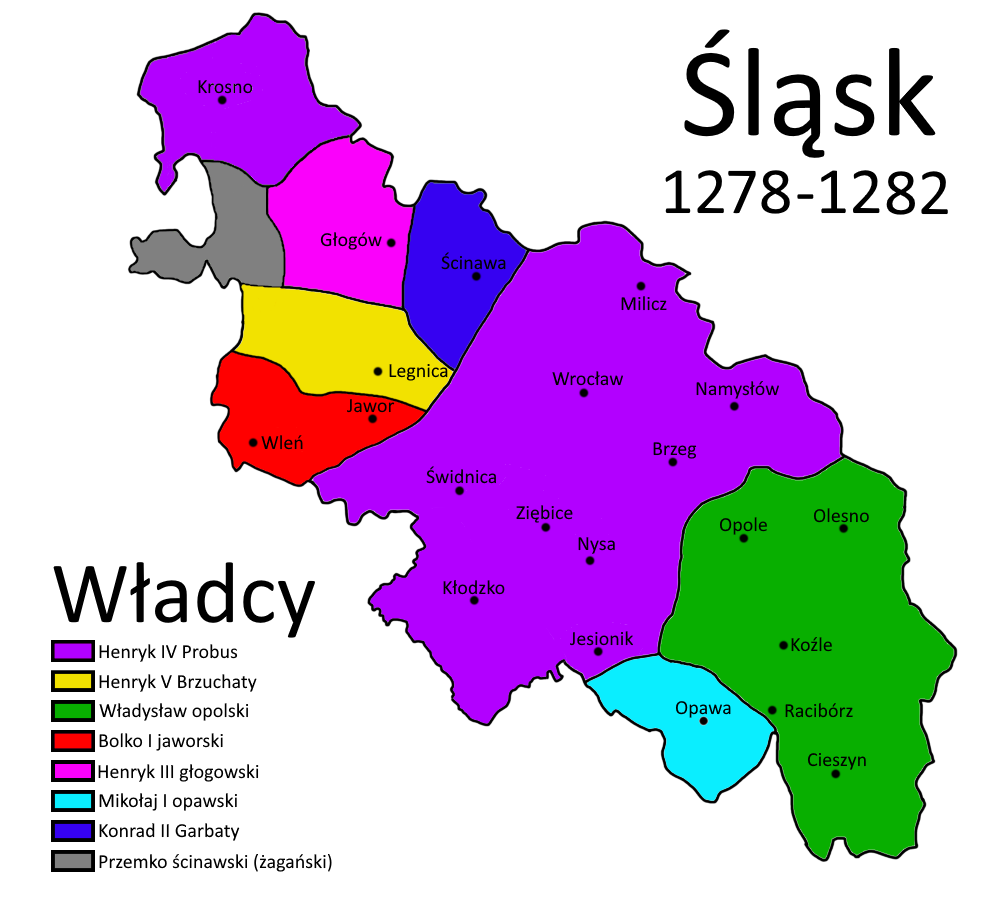
1278–1282
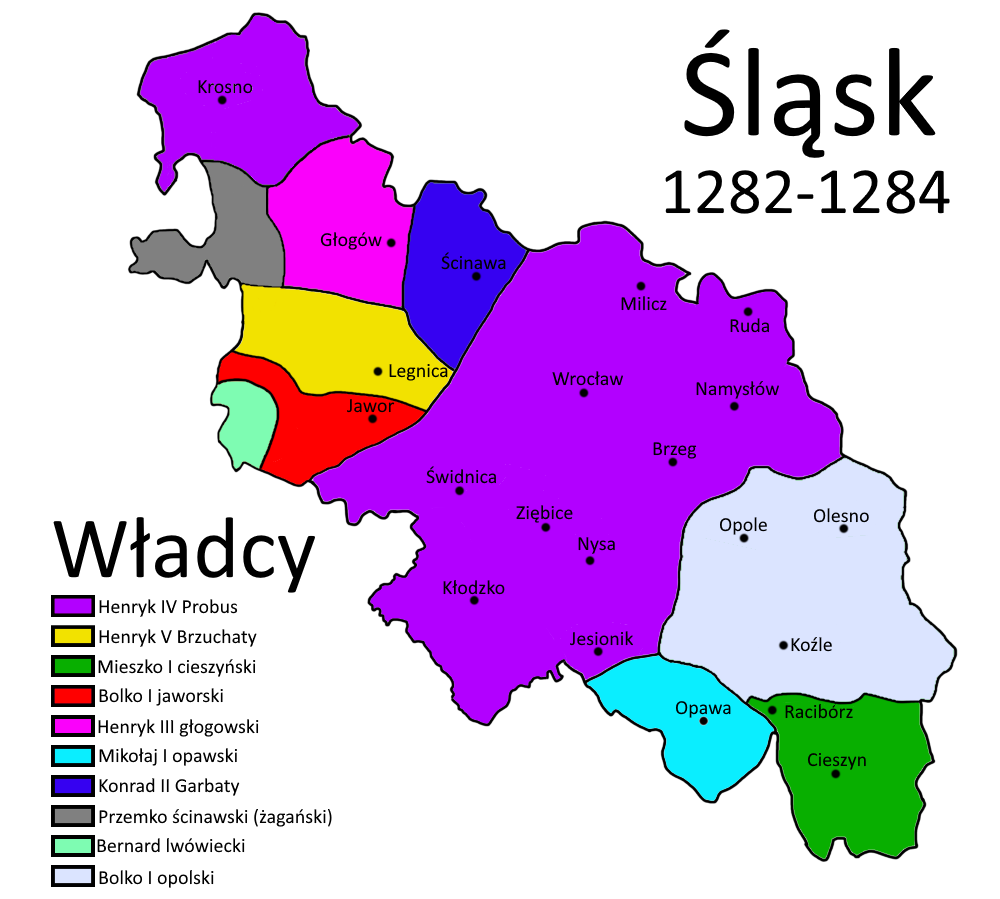
1282–1284     Mieszko I cieszyński     Bolko I opolski     Mikołaj I opawski     Henryk V Brzuchaty     Henryk IV Probus     Bolko I jaworski     Bernard Zwinny     Henryk III głogowski     Przemko ścinawski     Konrad II Garbaty
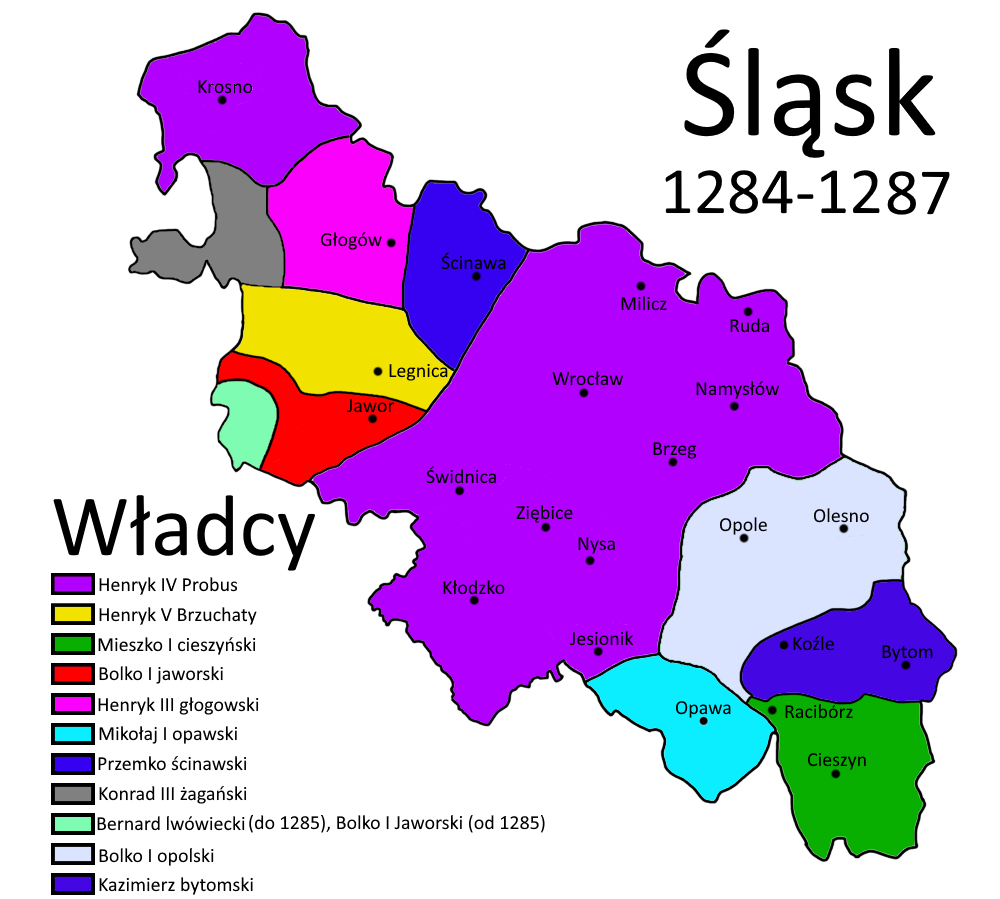
1284–1287
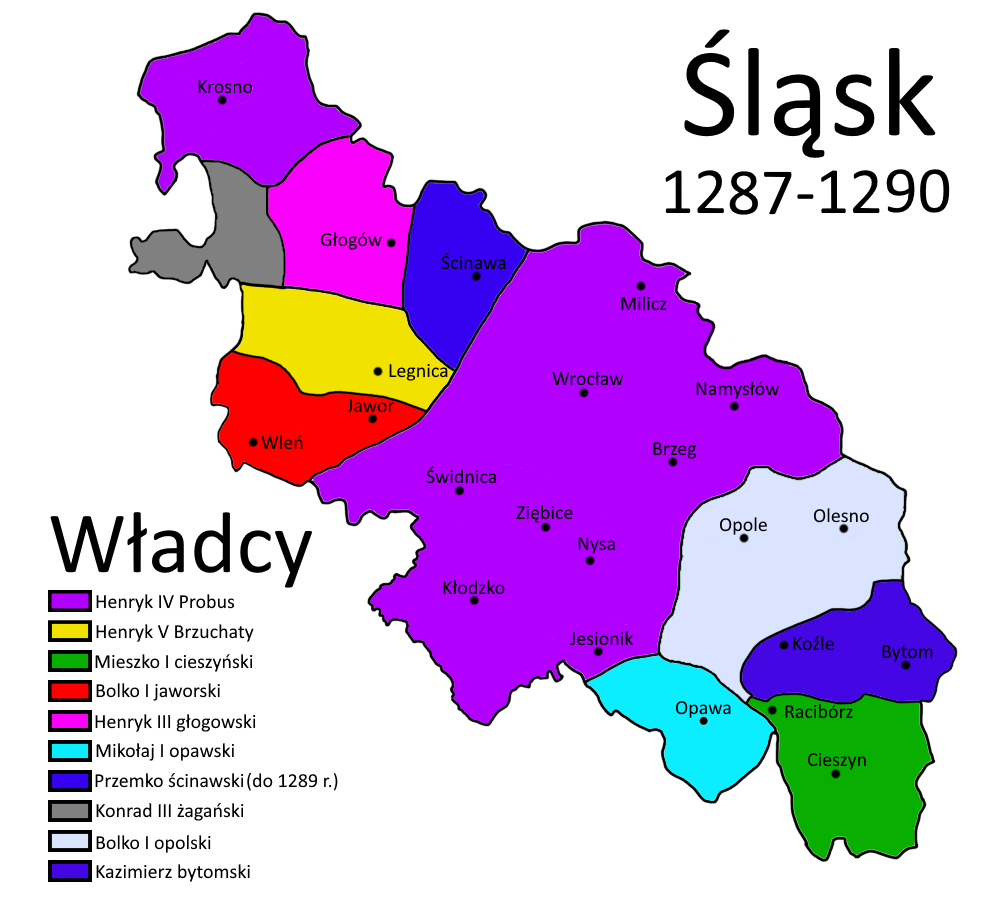
1287–1290
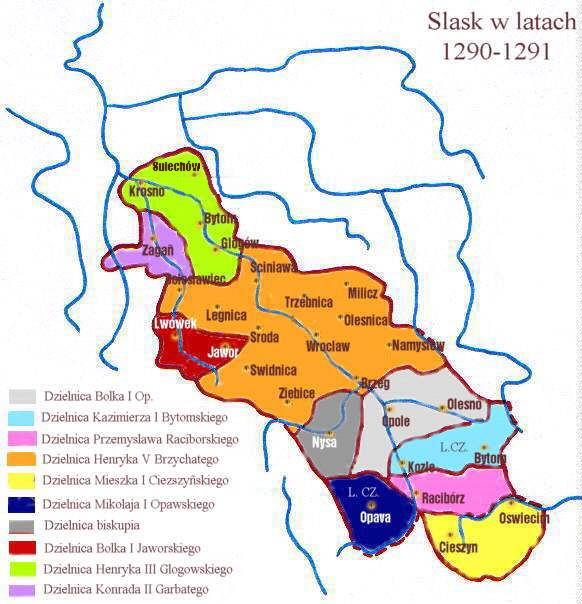
1290–1291
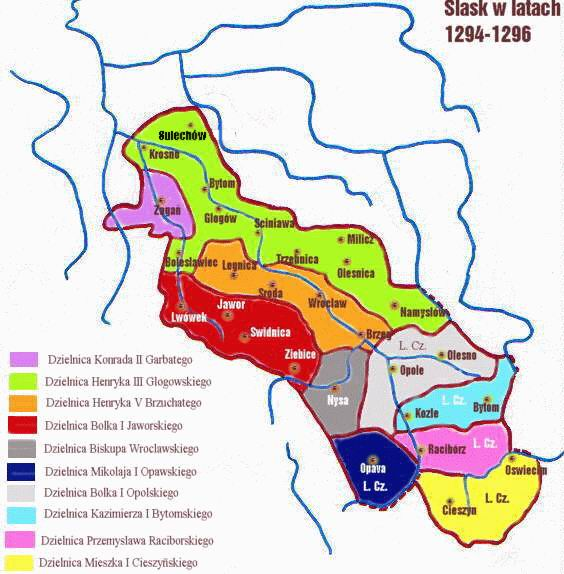
1294–1296
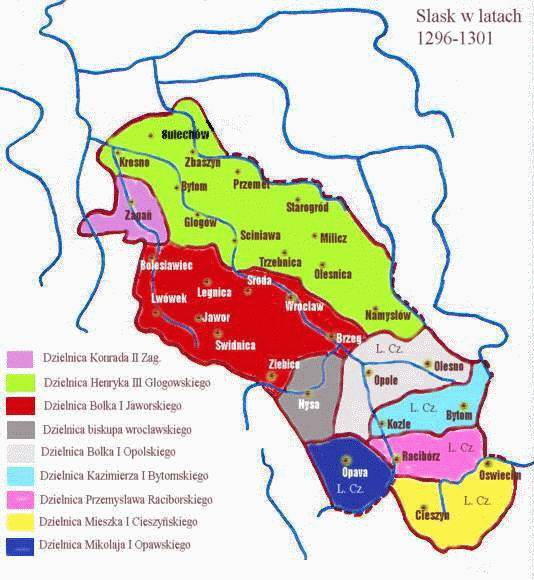
1296–1301
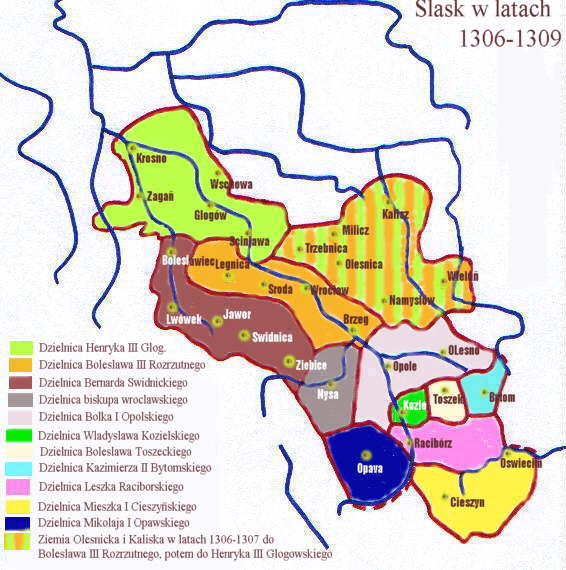
1306–1309
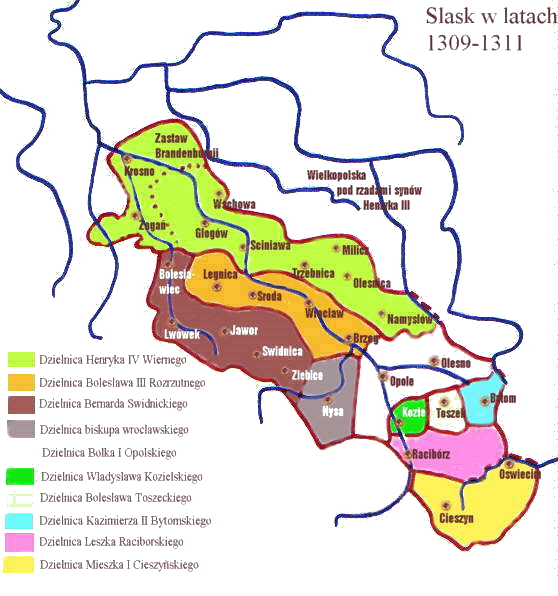
1309–1311
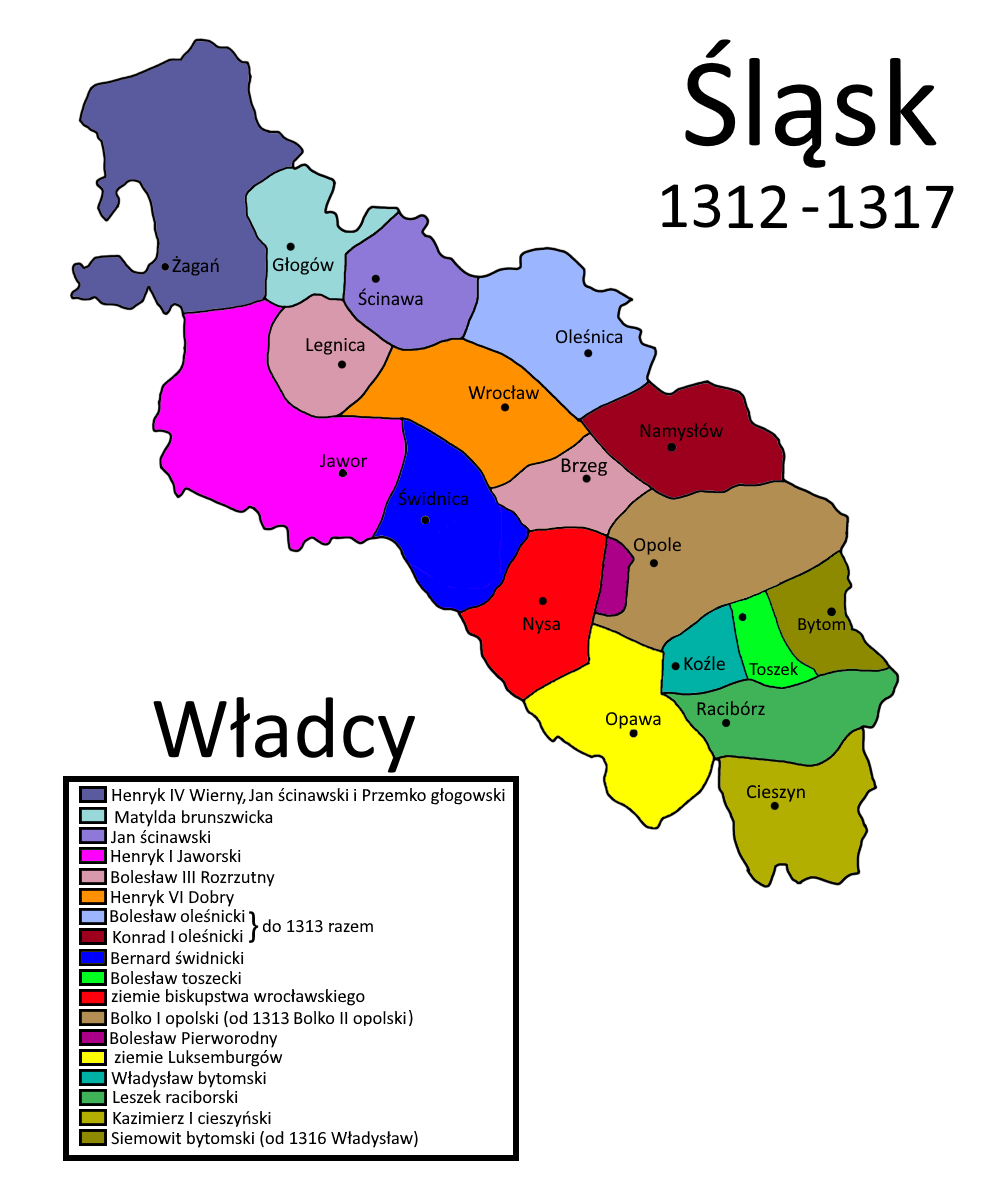
1312–1317
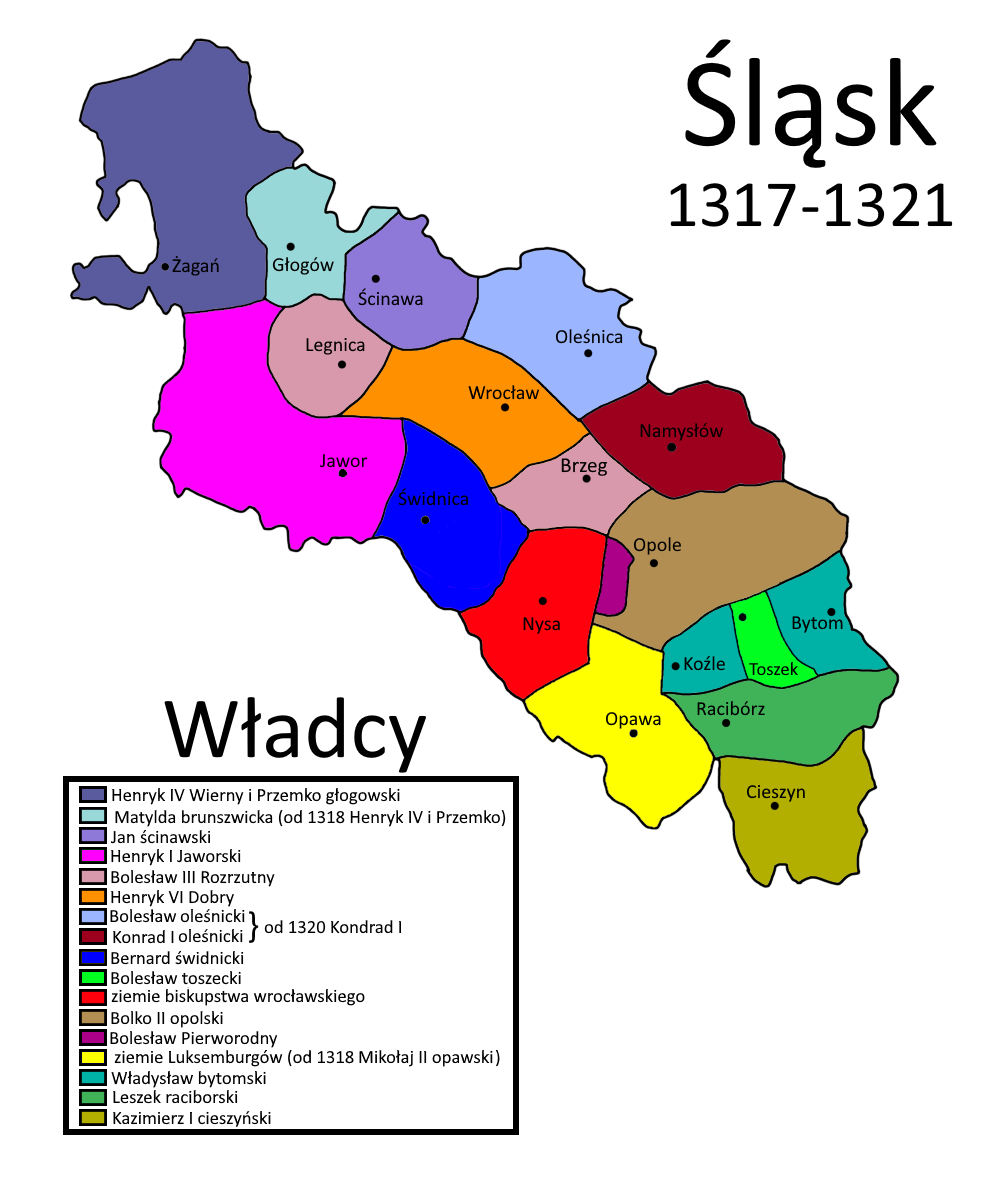
1317–1321
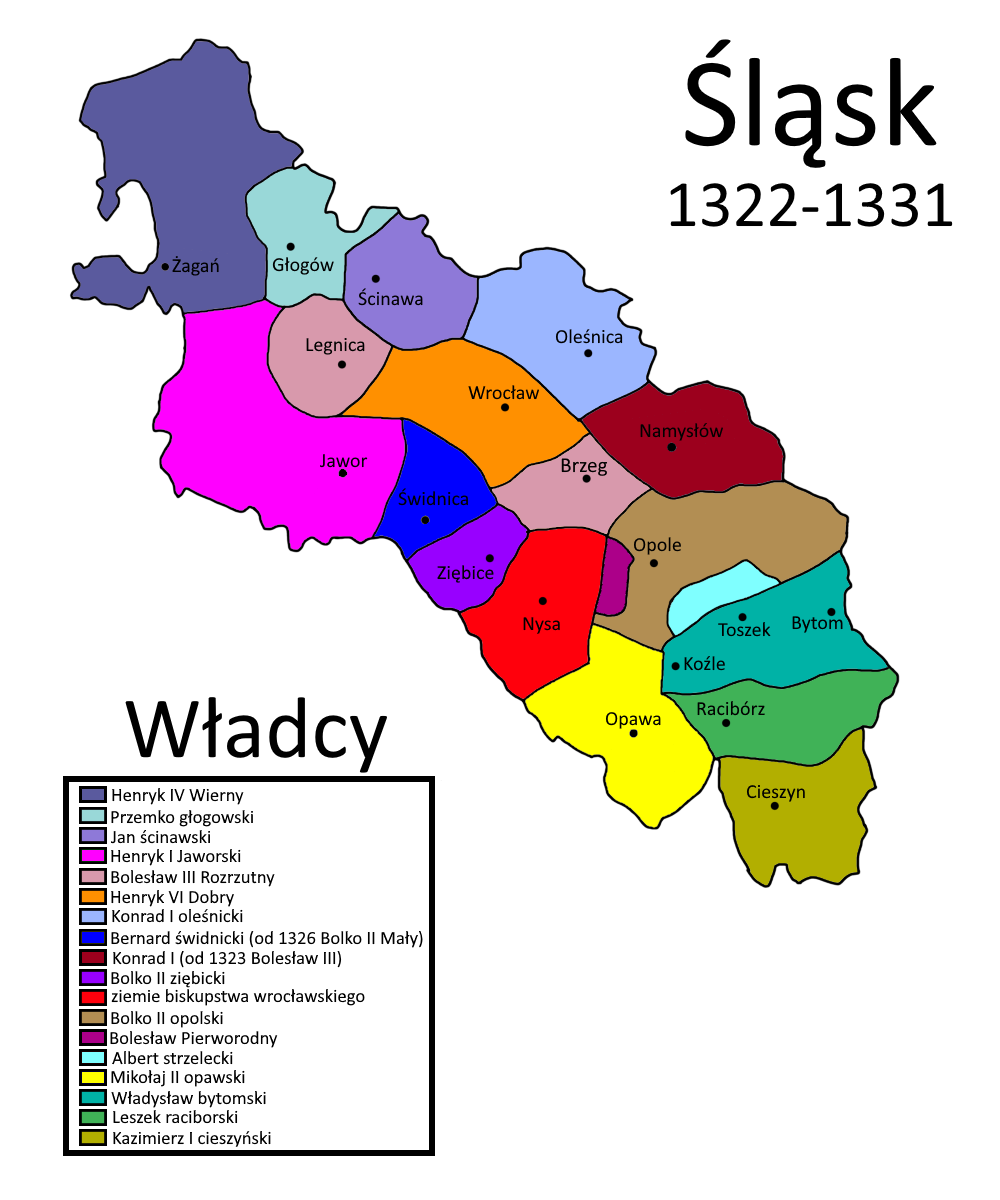
1322–1331